# Les Trois Mousquetaires (film, 1961)
Pour les articles homonymes, voir Les Trois Mousquetaires (homonymie).
Pour plus de détails, voir Fiche technique et Distribution.
Les Trois Mousquetaires est un film franco-italien en deux parties de Bernard Borderie, sorti en 1961.
- Première époque : Les Ferrets de la reine
- Deuxième époque : La Vengeance de Milady

## Synopsis

### Première époque —Les Ferrets de la reine
Au XVIIe siècle, le jeune d’Artagnan quitte sa Gascogne natale pour Paris où il va postuler auprès du capitaine des mousquetaires, M. de Tréville, une connaissance de son père. Sur son chemin, il a une altercation avec un mystérieux individu qu’il a aperçu s’entretenant avec une non moins mystérieuse jeune dame blonde et on lui dérobe la lettre de recommandation destinée à M. de Tréville. Engageant Planchet comme valet pour continuer sa route, d'Artagnan arrive à Paris, vend son cheval boiteux et se rend à la caserne des mousquetaires. Pendant l'entretien avec le capitaine, il reconnaît son agresseur et le poursuit pour se venger. Mais dans sa course, il s'achoppe successivement à trois mousquetaires, Athos, Porthos et Aramis. Comme l’exige la coutume des mousquetaires, bien que les duels soient interdits par le cardinal de Richelieu, ceux-ci le défient pour réparation. Il accepte avec grâce, devant se battre à midi, une heure et deux heures avec chacun d'entre eux au Pré-aux-Clercs, derrière le jardin du Luxembourg. Sur les lieux de leurs affrontements, les quatre hommes sont surpris par les gardes du cardinal et pactisent alors pour les combattre. Vainqueurs, les trois mousquetaires et d’Artagnan deviennent amis, s’étant reconnus comme de fidèles sujets de leur roi Louis XIII. Ils vont, dès lors, être les défenseurs acharnés du couple royal et, de ce fait, devenir les ennemis jurés du cardinal et de ses nombreux sbires, dont le comte de Rochefort, le capitaine des gardes du cardinal, et la très dangereuse autant que belle espionne Milady de Winter… Afin de compromettre la reine, Richelieu avait poussé le roi à demander à la reine de paraître au prochain bal avec les ferrets que la reine avait prêtés par amitié à Buckingham. D’Artagnan sauve l’honneur de la reine en ramenant d'Angleterre les ferrets de diamants qu'elle avait imprudemment confiés au duc de Buckingham.

### Deuxième époque —La Vengeance de Milady
Devant l'affront que leur a fait D’Artagnan, Milady de Winter et le cardinal de Richelieu décident de se venger. Leur tâche est facilitée par le fait que D’Artagnan est devenu l'amant de Constance Bonacieux et que le chevalier doit faire parvenir à la reine une lettre du duc de Buckingham. Dans cette lettre, l'Anglais annonce sa décision de débarquer à La Rochelle qui est aux mains des protestants pour les faire basculer dans le royaume d'Angleterre. Le cardinal de Richelieu désire, par tous les moyens, connaître le contenu de cette lettre. C'est pour la contraindre à parler sous la torture que Constance Bonacieux est enlevée puis séquestrée dans un couvent par le comte de Rochefort. Milady se charge de faire parler D’Artagnan grâce à ses charmes. Le chevalier lui laisse croire qu'il en tombe amoureux pour connaître l'endroit où Constance est enfermée. Après avoir obtenu les renseignements et découvert que Milady est marquée de la fleur de lys qui désigne les prostituées, il parvient à s’échapper grâce à ses amis mousquetaires. Ils partent ensemble pour délivrer Constance. Mais Milady, folle de rage, parvient à les devancer pour assouvir sa vengeance. Cependant, Athos et Milady sont liés par un terrible secret…

## Fiche technique
- Titre original : Les Trois Mousquetaires
- Réalisation : Bernard Borderie
- Scénario : Bernard Borderie et Jean-Bernard Luc d’après le roman d'Alexandre Dumas Les Trois Mousquetaires
  - Dialogues : Jean-Bernard Luc
- Musique : Paul Misraki
- Décors : René Moulaert
- Costumes : Rosine Delamare
- Photographie : Armand Thirard
- Son : René Sarazin
- Montage : Christian Gaudin
- Cascades : Claude Carliez ; bagarres réglées par Henri Cogan
- Conseiller équestre : François Nadal
- Production : Raymond Borderie
- Sociétés de production : Les Films Borderie, Les Films modernes, Le Film d'Art (France), Fonoroma (Italie)
- Société de distribution : SN Prodis (France)
- Pays de production :  France /  Italie
- Langue originale : français
- Format : couleur (Eastmancolor) — 35 mm — 2,35:1 (Dyaliscope) — son mono
- Genre : film de cape et d'épée
- Durée : 
  - Les Ferrets de la reine : 102 minutes
  - La Vengeance de Milady : 91 minutes
- Dates de sortie :
  - France : 4 octobre 1961 (première époque) ; 25 octobre 1961 (seconde époque)
- Classification CNC : tous publics
- Affiches : Gilbert Allard (France)

## Distribution
- Gérard Barray : D'Artagnan
- Mylène Demongeot : Milady de Winter
- Perrette Pradier : Constance Bonacieux
- Georges Descrières : Athos
- Bernard Woringer : Porthos
- Jacques Toja : Aramis
- Jean Carmet : Planchet
- Guy Delorme : le comte de Rochefort
- Daniel Sorano : le cardinal de Richelieu
- Françoise Christophe : la reine Anne d'Autriche
- Robert Berri : M. Bonacieux
- Henri Nassiet : M. de Tréville
- Guy Tréjan : le roi Louis XIII
- Jacques Berthier : le duc de Buckingham
- Anne Tonietti : Ketty
- Jacques Seiler : Grimaud
- Henri Cogan : Mousqueton
- André Weber : Bazin
- Malka Ribowska : Mme de Lannoy
- Léna Skerla : Mme de Chevreuse
- Hubert de Lapparent : le chancelier Séguier
- Sacha Pitoëff : John Felton
- Philippe March : le comte de Wardes
- Jacques Hilling : La Chesnaye
- Jean Degrave : M. de La Porte
- Jean Ozenne : Patrick
- Espanita Cortez : doña Estefania
- Dominique Zardi : l'aubergiste de Meung
- Pierre Mirat : l'aubergiste d'Amiens
- Claude Salez : un sbire du cardinal
- Gérard Darrieu : le prieur
- Marguerite Coulon-Lambert : la mère supérieure des carmélites de Chaillot
- Maurice Biraud (voix off) : le narrateur
- Antoine Baud : un provocateur à l'auberge
- Frank Estange : un provocateur à l'auberge
- Yvan Chiffre : un provocateur à l'auberge
- Jean Gras : L'acheteur de Belzébuth, le cheval de d'Artagnan
- Michel Maurette
- Serge Marquand
- Claude Carliez : Bernajoux, capitaine des gardes du cardinal

## Distinction
Festival Pérouges de cape et d'épée 2013 : du 12 au 14 juillet, la ville de Pérouges accueille dans sa cité médiévale, où de nombreuses prises de vue ont été effectuées il y a plus de 50 ans, trois membres de l'équipe du film, les acteurs Mylène Demongeot et Gérard Barray ainsi que le maître d'armes Claude Carliez, pour une commémoration du tournage avec projection publique et gratuite de la deuxième époque du film, La Vengeance de Milady, numéros d'escrime artistique exécutés par de célèbres troupes françaises, exposition et conférence, spectacles de rue, banquet des mousquetaires, etc.

## Production
Les intérieurs ont été tournés aux studios de Joinville (Val-de-Marne). Les extérieurs ont été tournés :
- dans le 16e arrondissement de Paris : bois de Boulogne
- dans l'Ain : cité médiévale de Pérouges
- dans les Côtes-du-Nord : Fort-la-Latte à Plévenon
- dans la Côte-d'Or : château de Courcelles-lès-Semur, château de Marigny-le-Cahouët, Marmagne, Montbard, Semur-en-Auxois
- dans l'Oise : Château d'Alincourt à Parnes, cloître de l'ancienne abbaye Saint-Corneille à Compiègne
- en Seine-et-Marne : Château de Guermantes, Château de Fleury-en-Bière, domaine d'Armainvilliers à Ozoir-la-Ferrière, cour ovale du château de Fontainebleau

## Autour du film
« J’apprends par les journaux que les frères Borderie, Charles et Raymond, les producteurs des Sorcières de Salem, vont mettre en chantier avec le metteur en scène Bernard Borderie, fils du second, Les Trois Mousquetaires, d’Alexandre Dumas. Un de mes livres bien-aimés et un rôle dont je rêve, celui de la fameuse Milady de Winter.
Là, je ne perds pas une seconde et je fonce les voir. Je leur dois encore par contrat deux films avec un salaire extrêmement bas mais je m’en fous complètement. Ce rôle, je le veux. Je leur fais une guerre obstinée. Ils me trouvent trop jeune ? Je leur prouve par A + B que les héros de Dumas sont jeunes… Je les supplie de me faire confiance et j’obtiens le rôle à l’arrachée. Épuisée mais ravie. […] Mais je vais, encore une fois, être déçue. Par le scénario. Pourquoi s’obstiner à faire autre chose que ce qui a été écrit par un merveilleux feuilletoniste ? Personne ou presque ne peut rien faire mieux que lui. Toutes les adaptations seront toujours moins fortes, moins visuelles, moins impétueuses, moins érotiques que l’original… Je me souviens d’une scène dans le lit de Milady la nuit, où, profitant de l’obscurité, D’Artagnan remplace en douce le comte de Wardes… Personne, à ma connaissance, ne l’a encore jamais portée à l’écran. »

— Mylène Demongeot,Tiroirs secrets, Éditions Le Pré aux clercs, 2001 (ISBN 2-84228-131-4).